# Kebon Dalem Kidul
Kebon Dalem Kidul is een bestuurslaag in het regentschap Klaten van de provincie Midden-Java, Indonesië. Kebon Dalem Kidul telt 3623 inwoners (volkstelling 2010).